# 金子之史
金子 之史（かねこ ゆきぶみ、1944年 - ）は、日本の哺乳類学者。香川大学名誉教授。専門は、日本内外に棲息する家ネズミ・野ネズミ。

## 人物
1944年千葉県出身。1967年京都大学理学部動物学科卒業、同大学院理学研究科動物系統学コース修士課程入学。1972年京都大学大学院理学研究科博士課程単位取得退学。大学院時代は徳田御稔、田隅本生の指導を受ける。1974年京都大学より理学博士の学位を取得。学位論文の題は「ハタネズミの繁殖,成長,および地理的変異」。香川大学教育学部教授。1996〜2002年の6年間は香川大学教育学部附属坂出小学校長・幼稚園長を兼務。1987年から2004年まで日本哺乳類学会評議員を務めた。

## 受賞
- 日本生物地理学会賞（1993年）[1]
- 瑞宝中綬章（2025年）[4][5]

## 著書
- 阿部永、石井信夫、伊藤徹魯、金子之史、前田喜四雄、三浦慎悟、米田政明（著） (2008), 自然環境研究センター, ed., 日本の哺乳類 改訂2版 阿部永（監修）, 東海大学出版会, ISBN 9784486018025, NCID BA86365346
- 金子之史 (2006), ネズミの分類学 生物地理学の視点, 東京大学出版会, ISBN 978-4-13-060188-7

## 論文
- 国立情報学研究所収録論文 国立情報学研究所

- 金子之史 (1968). “日本産ネズミ類の骨盤・後肢の形態比較 : 第1報 日本産ハタネズミの成長に伴う骨盤・後肢の形態変化”. 動物学雑誌 77 (12):  367-373. CRID 1390290701596751488. doi:10.34435/zm004384. NAID 110003327812.
- 金子之史 (1969), “日本産ネズミ類の骨盤・後肢の形態比較 : 第2報 生態的・系統的観点からみた特徴”, 動物学雑誌 5:  163-173
- 金子之史 (1972), “北四国沖積平野における野鼠採集報告”, 香川大学教育学部研究報告 第2部 (香川大学教育学部):  1-7, ISSN 03893057
- 金子之史 (1973), “小地域的にみたハタネズミの分布 京都市内農耕地を中心にして”, 香川大学教育学部研究報告 第2部 (香川大学教育学部):  別1-13, ISSN 03893057
- 金子之史 (1973), “ハタネズミの春子と秋子の成長様式のちがい(生態)”, 動物学雑誌 82 (4):  398
- 金子之史 (1974), “京都,中国,および四国地方産のカヤネズミについて”, 香川大学教育学部研究報告 第2部 (香川大学教育学部):  1-9, ISSN 03893057
- 金子之史 (1974), “平地におけるハタネズミとアカネズミの生態的分布(生態学)”, 動物学雑誌 83 (4):  324
- 金子之史 (1975), “小地域内のハタネズミの変異 : 体重・外部形態・頭骨および胎児数等について(生態学)”, 動物学雑誌 84 (4):  462
- 金子之史 (1976), “京都市岩倉に棲息するハタネズミの繁殖状況”, 日本生態学会誌 (日本生態学会) 26 (2):  107-114
- 金子之史 (1977), “モースの「動物進化論」周辺”, 香川大学一般教育研究 (香川大学一般教育部):  1-11
- 金子之史 (1977), “四国・讃岐山脈麓の農耕地とその周辺部におけるスミスネズミの分布(生態学)”, 動物学雑誌 86 (4):  524
- 金子之史 (1981), “長野市低山帯のヤチネズミの外部・頭骨等の特徴について(生態学・行動学)”, 動物学雑誌 4:  663
- 金子之史 (1982), “同緯度(36°34'-35'N)・標高差約2,200mのハタネズミの2個体群の形態的差異(分類・系統学)”, 動物学雑誌 91 (4):  664
- 金子之史 (1992), “「日本の哺乳類--各論編」の再開にあたって”, 哺乳類科学 (日本哺乳類学会) 32 (1):  35-37
- 金子之史 (1996), “Age variation of the third upper molar in Eothenomys smithii”, Journal of the Mammalogical Society of Japan (日本哺乳類学会) 21 (1):  1-13
- 金子之史 (1997), “学びを拓く「附小タイム」の実践から ("生きる力"を育てる総合的な学習の構想) -- (「生きる力」を育てる総合的な学習)”, 学校運営研究 (明治図書出版) 36 (3):  58-61
- 金子之史 (1997), “齧歯目ネズミ科ネズミ亜科とハタネズミ亜科の分類, 地理的分布, および種分化”, 哺乳類科学 (日本哺乳類学会) 1:  55-74
- 金子之史 (1998), “分類と形態からみたビロードネズミ属とヤチネズミ属”, 哺乳類科学 (日本哺乳類学会) 38 (1):  129-144, ISSN 0385437X
- 金子之史 (2001), “ラオスにおける「実験等を通じた初等中等理科教育研修会」の報告”, 香川大学教育実践総合研究 (香川大学) 2:  67-76
- 金子之史 (2001), “Morphological discrimination of the Ryukyu spiny rat (genus Tokudaia) between the islands of Okinawa and Amami Oshima, In the Ryukyu Islands, southern Japan”, Mammal study (日本哺乳類学会) 26 (1):  17-33
- 金子之史 (2002), “Morphological variation and geographical and altitudinal distribution in Eothenomys melanogaster and E. mucronatus (Rodentia, Arvicolinae) in China, Taiwan, Burma, India, Thailand, and Vietnam”, Mammal study (日本哺乳類学会) 27 (1):  31-63
- 金子之史 (2003), “香川県志度町小田沖で捕獲(1944年)されたカワウソ毛皮標本”, 香川生物 (香川生物学会) 30:  5-8, ISSN 02876531
- 金子之史 (2007), “金子之史著作目録(1968〜2006年) (金子之史教授退職記念号)”, 香川生物 (香川生物学会) 34:  1-11
- 金子之史 (2010), “Identification of Apodemus peninsula, draco and A. latronum in China, Korea, and Myanmar by cranial measurements”, Mammal study 35 (1):  31-55
- 金子之史 (2011), “Taxonomic status of Apodemus semotus in Taiwan by morphometrical comparison with A. draco, A. peninsulae and A. latronum in China, Korea and Myanmar”, Mammal study 36 (1):  11-22
- 金子之史 (2011), “ハタネズミの繁殖に関する地理的変異”, 香川生物 (香川生物学会) 38:  1-6
- 金子之史 (2012), “東京都23区における絶滅陸棲哺乳類 : 岸田久吉(1934)の検討を中心に”, 香川生物 (末広喜代一教授退職記念号) (香川生物学会) (39):  19-35
- 金子之史 (2012), “Horizontal and elevational distributions of apodemus peninsulae, A. draco and A. latronum”, Mammal Study 37 (3):  183-204.
- 金子之史 (2012), “故田隅本生先生の哺乳類学ほかへの貢献”, 哺乳類科学 (日本哺乳類学会) 51 (2):  289-292
- 金子之史; 長谷川善和 (1995), “琉球列島宮古島ピンザアブ洞穴における化石ハタネズミ科臼歯について”, 日本生物地理学会会報 50 (1):  23-37
- 金子之史; 川口敏 (2009), “ヌートリアを瀬戸内海の本島・手島・小手島(香川県丸亀市)および小豆島・豊島(香川県小豆郡)で捕獲・目撃”, 香川生物 (香川生物学会) 36:  9-18
- 金子之史; 木村吉幸 (2007), “分布研究はなぜ必要か”, 哺乳類科学 (日本哺乳類学会) 47 (1):  91-99, ISSN 0385437X
- 金子之史; 前田喜四雄 (2002), “日本人の研究者による哺乳類の学名と模式標本のリスト”, 哺乳類科学 (日本哺乳類学会) 42 (1):  1-21
- 金子之史; 前田喜四雄 (1995), “コウモリやクジラはなぜ哺乳類でなければならないか”, 哺乳類科学 34 (2):  153-155
- 金子之史; 前田喜四雄 (1997), “西欧・アメリカ合衆国の自然史博物館”, 哺乳類科学 36 (2):  231
- 金子之史; SMEENK Chris (1996), “The author and date of publication of the Sikkim vole Microtus sikimensis”, Mammal study 21 (2):  161-164
- 金子之史; 村上興正 (1996), “日本産の齧歯類(野鼠および家鼠)の分類学史的検討”, 哺乳類科学 36 (1):  109-128
- 金子之史; 岩渕暁 (1977), “蒜山川上村農耕地周辺の小哺乳類”, 蒜山研究所研究報告 (岡山理科大学) 3:  1-9
- 金子之史; 森井隆三 (1976), “四国・剣山の野鼠の垂直分布”, 香川大学教育学部研究報告 第2部 26 (1):  43-52
- 金子之史; NAKATA Keisuke; SAITOH Takashi; STENSETH Nils Chr.; BJΦRNSTAD Ottar N. (1998), “The Biology of the Vole Clethrionomys rufocanus: a Review”, Researches on population ecology (Society of Population Ecology) 40 (1):  21-37
- 金子之史; 末廣喜代一; 森征洋; 松村雅文; 西原浩、高木由美子、川勝博、北林雅洋、林俊夫、高橋尚志、佐々木信行、稗田美嘉、高橋智香、大浦みゆき、野崎美紀、大西千尋 (2004), “小学校「理科」3〜6年教科書(6社)の比較検討(1)小学校3・4年”, 香川大学教育実践総合研究 8:  37-48}
- 金子之史、末廣喜代一、森征洋、松村雅文、西原浩、高木由美子、川勝博、北林雅洋、林俊夫、高橋尚志、佐々木信行、稗田美嘉、高橋智香、大浦みゆき、野崎美紀、大西千尋 (2004), “小学校「理科」3〜6年教科書(6社)の比較検討(2)小学校5・6年”, 香川大学教育実践総合研究 8:  49-61
- 川勝博、北林雅洋、礒田誠、高橋尚志、西原浩、高木由美子、佐々木信行、金子之史、末廣喜代一、松村雅文、森征洋、大浦みゆき、稗田美嘉、高橋智香、藤原佳代子 (2007), 「すべての人々のための科学リテラシー」試案の作成	香川大学教育実践総合研究, 14, pp. 101-114
- 木村吉幸、金子之史、紺野美帆 (2001), “福島県磐梯山地域におけるヒメヒミズとヒミズの分布とその変遷”, 哺乳類科学 41 (1):  71-82
- 木村吉幸、金子之史、岩佐真宏 (1999), “尾瀬地域の Eothenomys (ビロードネズミ属)の同定と分布”, 哺乳類科学 39 (2):  257-268
- 前田喜四雄、金子之史 (1996), “How to ぶんるいがく”, 哺乳類科学 35 (2):  175
- 森征洋、松村雅文、谷山穣、西原浩、佐々木信行、高木由美子、林俊夫、高橋尚志、金子之史、末廣喜代一、川勝博、北林 雅洋、高橋智香、野崎美紀、大西千尋、稗田美嘉、大浦みゆき (2004), “「初等理科」(実験)に対する学生の意識調査 : 香川大学教育学部における場合”, 香川大学教育実践総合研究 8:  135-146
- 森征洋、松村雅文、末廣喜代一、金子之史、高橋 尚志、林俊夫、佐々木信行、西原浩、高木由美子、川勝博、北林雅洋、高橋智香、大浦みゆき、大西千尋、野崎 美紀、稗田 美嘉 (2005), “中学校理科教科書の比較検討(その1) : 新旧教科書の比較”, 香川大学教育実践総合研究 10:  87-97
- 森征洋、松村雅文、末廣喜代一、金子之史、高橋尚志、林俊夫、佐々木信行、西原浩、高木由美子、川勝博、北林雅洋、高橋智香、大浦みゆき、大西千尋、野崎美紀、稗田美嘉 (2005), “中学校理科教科書の比較検討(その2) : 新教科書の比較”, 香川大学教育実践総合研究 10:  99-110
- 大舘智志; 金子之史; 岩佐真宏; 本川雅治; 三中信宏 (2011), “哺乳類学者・進化学者徳田御稔の足跡”, 哺乳類科学 51 (1):  206-211
- 高橋尚志、礒田誠、大浦みゆき、西原浩、高木由美子、佐々木信行、藤原佳代子、高橋智香、金子之史、末廣喜代一、松本一範、稗田美嘉、森征洋、松村雅文、寺尾徹、川勝博、北林雅洋、笠潤平、福家弘康、西川健男、高橋正人、久利知光、林雄二、東条直樹、横川勝正、上村和則、武藤成継、石川恭広、長谷川忍 (2008), “学部における実験教材研究を中心とした授業の改善のための学部・附属教員による協同的研究”, 香川大学教育実践総合研究 16:  35-43